# أمير سعد الله
أمير علي سعد الله (بالفارسية: امیر علی سعدالله؛ مواليد 27 أغسطس 1980) هو مُقاتل فنون قتالية مختلطة أمريكي مُعتزل.

## وصلات خارجية
لا توجد روابط لمواقع التواصل الاجتماعي.

- أمير سعد الله على موقع يو إف سي (الإنجليزية)
- أمير سعد الله على موقع شيردوغ (الإنجليزية)
- أمير سعد الله على موقع IMDb (الإنجليزية)
- أمير سعد الله على موقع قاعدة بيانات الفيلم (الإنجليزية)